# Шлапак Сергій Петрович
Сергій Петрович Шлапак (нар. 1 березня 1953, с. Чуднів, Житомирська область, УРСР) — радянський футболіст, захисник та півзахисник.

## Життєпис
Вихованець групи підготовки ЦСКА з 1966 року, головний тренер — О. Г. Гринін. У 1970-1972 роках грав за дубль, у чемпіонаті провів одну гру — 23 червня 1971 року у виїзному матчі проти «Динамо» (Київ) вийшов на 53-й хвилині. У 1973-1975 роках провів 59 матчів, відзначився одним голом. У 1976-1977 роках не виступав, потім грав за команди «Суднобудівник» Миколаїв (1978), «Дніпро» Дніпропетровськ (1978-1979), «Авангард» Рівне (1980), СКА Львів (1981).
Син Сергій (нар. 1978) виступав на аматорському рівні.